# Peter Phillips
Peter Mark Andrew Phillips (Londra, 15 novembre 1977) è figlio della principessa reale Anna e del suo primo marito, Mark Phillips, il maggiore dei nipoti della regina Elisabetta II e del duca Filippo di Edimburgo, nonché nipote del re Carlo III.
Essendo nipote in linea femminile della regina, non ha diritto a un titolo nobiliare e rimane quindi un membro minore della famiglia reale britannica. Attualmente è 19º nella linea di successione al trono del Regno Unito.
Ha una sorella minore, Zara Phillips, e due sorellastre, Felicity Tonkin, figlia di Mark Phillips e della sua amante Heather Tonkin, e Stephanie Phillips, figlia del padre dal secondo matrimonio con Sandy Pflueger.

## Biografia

### Nascita e istruzione
Peter Phillips è nato il 15 novembre 1977 al Lindo Wing del St Mary's Hospital, Paddington, Londra. Come da tradizione, 41 colpi di cannone a salve furono sparati dalla Torre di Londra. È stato battezzato il 22 dicembre 1977 dall'arcivescovo di Canterbury Donald Coggan nella stanza della musica di Buckingham Palace. Alla nascita era quinto nella linea di successione e lo è rimasto fino alla nascita del cugino William nel 1982. Peter Phillips è stato il primo nipote di un sovrano regnante nato senza titoli nobiliari in 500 anni.
Phillips ha frequentato la ort Regis Prep School a Shaftesbury, in Dorset, prima di seguire altri membri della famiglia reale, frequentando la Gordonstoun School in Moray, Scozia. Durante i suoi anni alla Gordonstoun fu scelto come prefetto. Nel suo anno sabbatico ha visitato Sydney, l'Australia e ha lavorato per la Sports Entertainment Limited (SEL); in quel periodo ha anche lavorato per la squadra Formula 1 di Jackie Stewart. Si è iscritto all'Università di Exeter e si è laureato in Scienze Sportive nel 2000.

### Carriera
Dopo la laurea nel 2000, Phillips ha lavorato per il team di Formula 1 Jaguar Racing e in seguito per la scuderia britannica Williams F1, come manager per le sponsorizzazioni. Ha lasciato la Williams F1 nel settembre 2005, per diventare manager presso la Royal Bank of Scotland in Edimburgo.
Nel marzo 2012 è diventato direttore esecutivo della Sports Entertainment Limited UK. Nell'anno precedente il giugno 2016 Phillips è stato responsabile per l'organizzazione della "Patron's Lunch", celebrazione per il 90º compleanno della regina Elisabetta II, tra cui una parata sulla The Mall e un picnic per oltre 10 000 ospiti.

### Vita privata
Nel 2003, mentre lavorava per la Williams F1 al Gran Premio del Canada, ha conosciuto la canadese Autumn Kelly, con cui si è ufficialmente fidanzato il 28 luglio 2007.
Prima del matrimonio, Autumn Kelly si è convertita dal cattolicesimo all'anglicanesimo. Se non si fosse convertita, nel momento del matrimonio Phillips avrebbe perso il suo posto nella linea di successione al trono per via dell'Act of Settlement 1701. Si sono sposati il 17 maggio 2008 nella Saint George's Chapel del castello di Windsor.
Al Gloucestershire Royal Hospital il 29 dicembre 2010 è nata la primogenita di Phillips e Autumn: Savannah Anne Kathleen, che ha reso bisnonna per la prima volta la regina Elisabetta II. Il 29 marzo 2012 è nata la secondogenita della coppia, Isla Elizabeth Phillips.
L'11 febbraio 2020 i due hanno annunciato la separazione. Il divorzio è stato ratificato il 14 giugno 2021.

## Albero genealogico
|                                |                  |                               | Genitori                        |  |  | Nonni |  |  | Bisnonni                |  |  | Trisnonni                |  |
|                                |                  |                               |                                 |  |  |       |  |  | Joseph Herbert Phillips |  |  | William Garside Phillips |  |
|                                |                  |                               |                                 |  |  |       |  |  | Joseph Herbert Phillips |  |  | William Garside Phillips |  |
|                                |                  | Emma Grundy                   |                                 |  |  |       |  |  | Joseph Herbert Phillips |  |  |                          |  |
| Peter William Garside Phillips |                  |                               |                                 |  |  |       |  |  | Joseph Herbert Phillips |  |  |                          |  |
|                                |                  | Dorothea Mary Land            | William Henry Land              |  |  |       |  |  |                         |  |  |                          |  |
|                                |                  | Dorothea Mary Land            | William Henry Land              |  |  |       |  |  |                         |  |  |                          |  |
|                                |                  | Dorothea Mary Land            | Kate Eliza Moore                |  |  |       |  |  |                         |  |  |                          |  |
| Mark Phillips                  |                  | Dorothea Mary Land            |                                 |  |  |       |  |  |                         |  |  |                          |  |
|                                |                  | John Gerhard Edward Tiarks    | John Gerhard Tiarks             |  |  |       |  |  |                         |  |  |                          |  |
|                                |                  | John Gerhard Edward Tiarks    | John Gerhard Tiarks             |  |  |       |  |  |                         |  |  |                          |  |
|                                |                  | John Gerhard Edward Tiarks    | Ada Constance Helen Harington   |  |  |       |  |  |                         |  |  |                          |  |
| Anne Patricia Tiarks           |                  | John Gerhard Edward Tiarks    |                                 |  |  |       |  |  |                         |  |  |                          |  |
|                                |                  | Evelyn Florence Cripps        | Percy Roland Cripps             |  |  |       |  |  |                         |  |  |                          |  |
|                                |                  | Evelyn Florence Cripps        | Percy Roland Cripps             |  |  |       |  |  |                         |  |  |                          |  |
|                                |                  | Evelyn Florence Cripps        | Mary Howard Tripp               |  |  |       |  |  |                         |  |  |                          |  |
| Peter Mark Phillips            |                  | Evelyn Florence Cripps        |                                 |  |  |       |  |  |                         |  |  |                          |  |
|                                | Andrea di Grecia | Giorgio I di Grecia           |                                 |  |  |       |  |  |                         |  |  |                          |  |
|                                | Andrea di Grecia | Giorgio I di Grecia           |                                 |  |  |       |  |  |                         |  |  |                          |  |
|                                | Andrea di Grecia | Olga Konstantinovna di Russia |                                 |  |  |       |  |  |                         |  |  |                          |  |
| Filippo di Edimburgo           | Andrea di Grecia |                               |                                 |  |  |       |  |  |                         |  |  |                          |  |
|                                |                  | Alice di Battenberg           | Luigi di Battenberg             |  |  |       |  |  |                         |  |  |                          |  |
|                                |                  | Alice di Battenberg           | Luigi di Battenberg             |  |  |       |  |  |                         |  |  |                          |  |
|                                |                  | Alice di Battenberg           | Vittoria d'Assia-Darmstadt      |  |  |       |  |  |                         |  |  |                          |  |
| Anna, principessa reale        |                  | Alice di Battenberg           |                                 |  |  |       |  |  |                         |  |  |                          |  |
|                                |                  | Giorgio VI del Regno Unito    | Giorgio V del Regno Unito       |  |  |       |  |  |                         |  |  |                          |  |
|                                |                  | Giorgio VI del Regno Unito    | Giorgio V del Regno Unito       |  |  |       |  |  |                         |  |  |                          |  |
|                                |                  | Giorgio VI del Regno Unito    | Mary di Teck                    |  |  |       |  |  |                         |  |  |                          |  |
| Elisabetta II del Regno Unito  |                  | Giorgio VI del Regno Unito    |                                 |  |  |       |  |  |                         |  |  |                          |  |
|                                |                  | Elizabeth Bowes-Lyon          | Lord Claude Bowes-Lyon          |  |  |       |  |  |                         |  |  |                          |  |
|                                |                  | Elizabeth Bowes-Lyon          | Lord Claude Bowes-Lyon          |  |  |       |  |  |                         |  |  |                          |  |
|                                |                  | Elizabeth Bowes-Lyon          | Lady Cecilia Cavendish-Bentinck |  |  |       |  |  |                         |  |  |                          |  |
|                                |                  | Elizabeth Bowes-Lyon          |                                 |  |  |       |  |  |                         |  |  |                          |  |

## Titoli e trattamenti
- 15 novembre 1977 - oggi: Master Peter Mark Andrew Philips

In quanto nipote in linea femminile della regina Elisabetta non ha diritto a nessun titolo nobiliare; pertanto egli è noto come "Master Peter".